# Goera akagiae
Goera akagiae là một loài trong họ Goeridae. Chúng phân bố ở miền Cổ bắc.